# Maroskeresztúr község
Maroskeresztúr község (románul: Comuna Cristești) község Maros megyében, Romániában. Központja Maroskeresztúr, hozzá tartozik Székelykakasd.

## Népessége
A 2011-es népszámlálás adatai alapján a község népessége 5824 fő volt.
| · Maroskeresztúr község nemzetiségi összetétele 2021-ben Román (41,61%) Magyar (37,05%) Cigány (13,2%) Ismeretlen (8,1%) Egyéb (0,040000000000004%) | · Maroskeresztúr község felekezeti összetétele 2021-ben Ortodox (45,33%) Református (29,15%) Római katolikus (5,35%) Jehova tanúi (3,58%) Adventista (2,99%) Pünkösdista (2,2%) Ismeretlen (8,96%) Egyéb (2,44%) |